# Uirapuru (radiotelescópio)

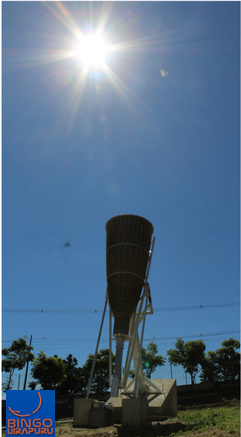
Uirapuru instalado no campus da UFCG

O Uirapuru é o primeiro radiotelescópio auxiliar do projeto BINGO. Foi instalado em Campina Grande, no campus da Universidade Federal de Campina Grande (UFCG) em 19 de março de 2021, fruto de um trabalho conjunto entre as departamentos de Física e de Engenharia Elétrica da UFCG.
Trata-se de uma das cornetas-piloto do radiotelescópio BINGO, que está sendo utilizada para medidas astrofísicas e também para testes das técnicas de medição que serão aplicadas no BINGO.
O Uirapuru tem por objetivo captar sinais astrofísicos e, futuramente, será usado para triangulação dos sinais captados pelo BINGO e por seus instrumentos auxiliares.